# تشارلز دينبي جونيور
تشارلز دينبي جونيور (بالإنجليزية: Charles Denby, Jr.)‏ هو دبلوماسي أمريكي، ولد في 14 نوفمبر 1861 في إيفانسفيل في الولايات المتحدة، وتوفي في 15 فبراير 1938 في واشنطن العاصمة في الولايات المتحدة.